# Erebia bosniaca
Erebia bosniaca är en fjärilsart som beskrevs av Nicholl 1902. Erebia bosniaca ingår i släktet Erebia och familjen praktfjärilar. Inga underarter finns listade i Catalogue of Life.